# Emamode Edosio
Emamode Edosio, conocida popularmente como Ema Edosio, es una directora de cine nigeriana. Obtuvo una Licenciatura en Ciencias (B.Sc.) en Informática de la Universidad Estatal de Ogun. Estudió realización de cine digital en la New York Film Academy (NYFA) y cine en el Motion Pictures Institute de Míchigan, Estados Unidos. Recibió el premio a la mejor película y director del año por la hermandad.
En 2013, regresó a Nigeria. Trabajó con una productora de cine como 66 Dimension en 2007. Más tarde trabajó con Hip Hop TV, Clarence Peters en Capital Dreams Pictures, EbonyLife TV y como editora en BBC. Ema volvió a la escuela en Abuya para seguir estudiando cinematografía. Ha producido muchas películas como “Joy Ride”, “Ochuko” y ha dirigido Kasala!.

## Biografía
Edosio nació en un hogar cristiano. Es la tercera hija de los siete hijos de su familia. Su padre es arquitecto jubilado y su madre era abogada. Comenzó su educación en Loral Nursery and Primary School, Festac Town, Lagos, después de lo cual procedió al Federal Government College, Odogbulu durante unos años antes de concluir su educación secundaria en S-tee Private Academy, Festac Town.
Obtuvo un B.Sc. en Informática de la Universidad Olabisi Onabanjo, antes de estudiar realización de películas digitales en la NYFA y películas en el Motion Picture Institute de Míchigan.

## Trayectoria profesional
Regresó a Nigeria en 2013 después de su programa educativo en los EE. UU. En Nigeria, Ema trabajó con 66 Dimension, Hip Hop TV, Clarence Peters en Capital Dreams Pictures, Ebonylife TV y BBC. Como directora, Ema ha trabajado con artistas notables como 2Baba, 9ice, Lord of Ajasa, Terry da Rapmanand y muchos otros. Su primer trabajo en Ebonylife TV se llama "Heaven"  En 2018 estrenó el largometraje Kasala! con la que se dio a conocer en los circuitos de los festivales de cine.